# Begijnhofkerk (Herentals)

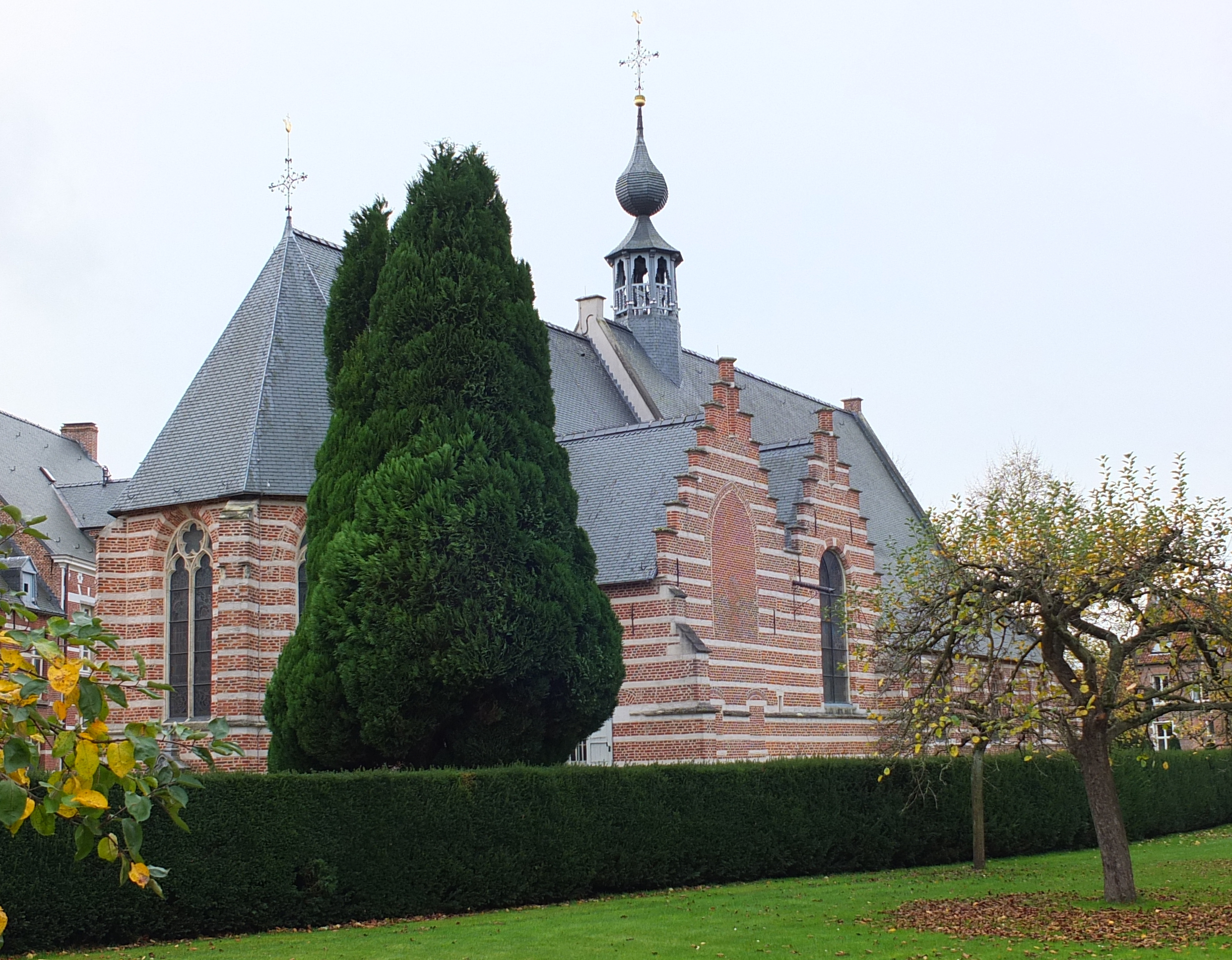
Begijnhofkerk

De Begijnhofkerk of Sint-Catharinakerk is de kerk van het Begijnhof Herentals, gelegen aan het Begijnhof.

## Geschiedenis
In 1599 begon men met de bouw van de kerk en in 1614 was deze voltooid. In 1655 werd een westportaal gebouwd. Van 1780-1787 werd een grote sacristie gebouwd, waar eerst een scholierenkoor was.
In 1874 werd het interieur in neogotische trant gewijzigd en daarbij werden ook sommige vensters in deze stijl uitgevoerd.
De kerk wordt omsloten door een voormalig kerkhof.

## Gebouw
Het betreft een laatgotische pseudobasiliek met een kort transept, onder geknikt zadeldak. Voor de bouw zijn materialen gebruikt van het vroegere, buiten de stad gelegen, begijnhof. Dit betrof baksteen en zandsteen, waarmee in de voorgevel de speklagen werden uitgevoerd. Het noordertransept heeft een trapgevel, evenals de naastgelegen sacristie. De zuidelijke transeptgevel is een tuitgevel van 1884. Het koor is driezijdig afgesloten. Op het zadeldak bevindt zich een dakruiter van 1754-1756 met peervormige bekroning.

## Interieur
De meeste schilderijen worden bewaard in het Begijnhofmuseum. De kerk bezit gepolychromeerde houten beelden van de 16e tot en met de 19e eeuw, waaronder een calvarie (16e eeuw), een piëta (1e helft 17e eeuw), Sint-Antonius van Padua en Sint-Franciscus (18e eeuw).
Het hoofdaltaar is van 1889, de zijaltaren zijn van oorsprong 17e-eeuws, koorbanken van 1670-1673, de communiebank (1664-1667), preekstoel (1680) en een biechtstoel (1634).
De glas-in-loodramen zijn van 1874 en 1888-1890.